# Руайомонське абатство
49°08′51″ пн. ш. 2°22′55″ сх. д. / 49.1475° пн. ш. 2.3819444444444° сх. д.
Руайомон (фр. Royaumont) — колишнє цистерціанське абатство у Франції. Руайомон розташований на території сучасного департаменту Валь-д'Уаз (Іль-де-Франс), муніципалітет Аньєр-сюр-Уаз за 30 км на північ від Парижа. Абатство засноване 1228 року королем Людовіком Святим, закрите під час Великої французької революції. У XX столітті у монастирі засновано перший у Франції приватний культурний фонд.

## Історія

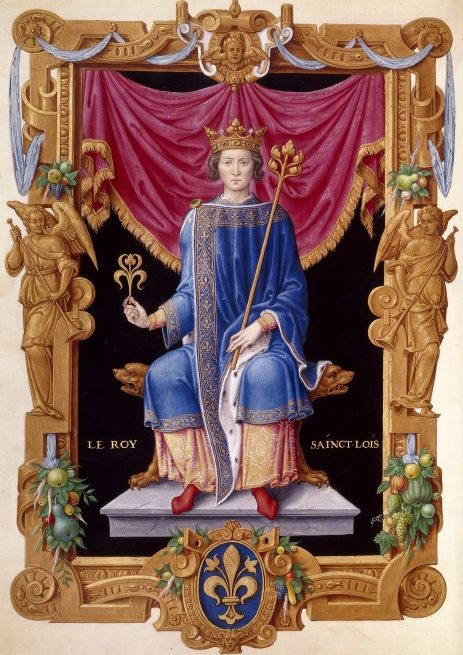
Людовік Святий

Орден цистерціанців був заснований святим Робертом Молемським у 1098 році, як орден суворого дотримання статуту святого Бенедикта. До 1113 року єдиним монастирем цистерціанців залишався Сіто (фр. Cîteaux, лат. Cistercium), що дав ордену його назву. У XII—XIII століттях орден цистерціанців зазнав швидкого зростання.
Монастир Руайомон був заснований в 1228 році за безпосередньої участі юного короля Людовіка IX і його матері Бланки Кастильської. Місце для будівництва було обрано на північ від Парижа, з урахуванням того, що Аньєр-сюр-Уаз входив до королівського домену. Материнським абатством для Руайомона була колиска ордена — монастир Сіто. Руайомон став сто дев'яносто дев'ятим монастирем цистерціанців і двадцять першим монастирем, заснованим безпосередньо ченцями Сіто. Людовік Святий особисто вів переговори з абатом Сіто про направлення до нової обителі достатньої кількості ченців, і вже після заснування там проживатиме 114 ченців та близько 40 конверзів. На честь короля монастир був названий Мон-Руаяль (Mont royal, королівська гора). Згодом назва трансформувалася в Руайомон. На будівництво абатства король виділив значні кошти, завдяки чому його зведення йшло з небаченою для того часу швидкістю, основні будівлі абатства були зведені всього за 7 років з 1228 до 1235 року.

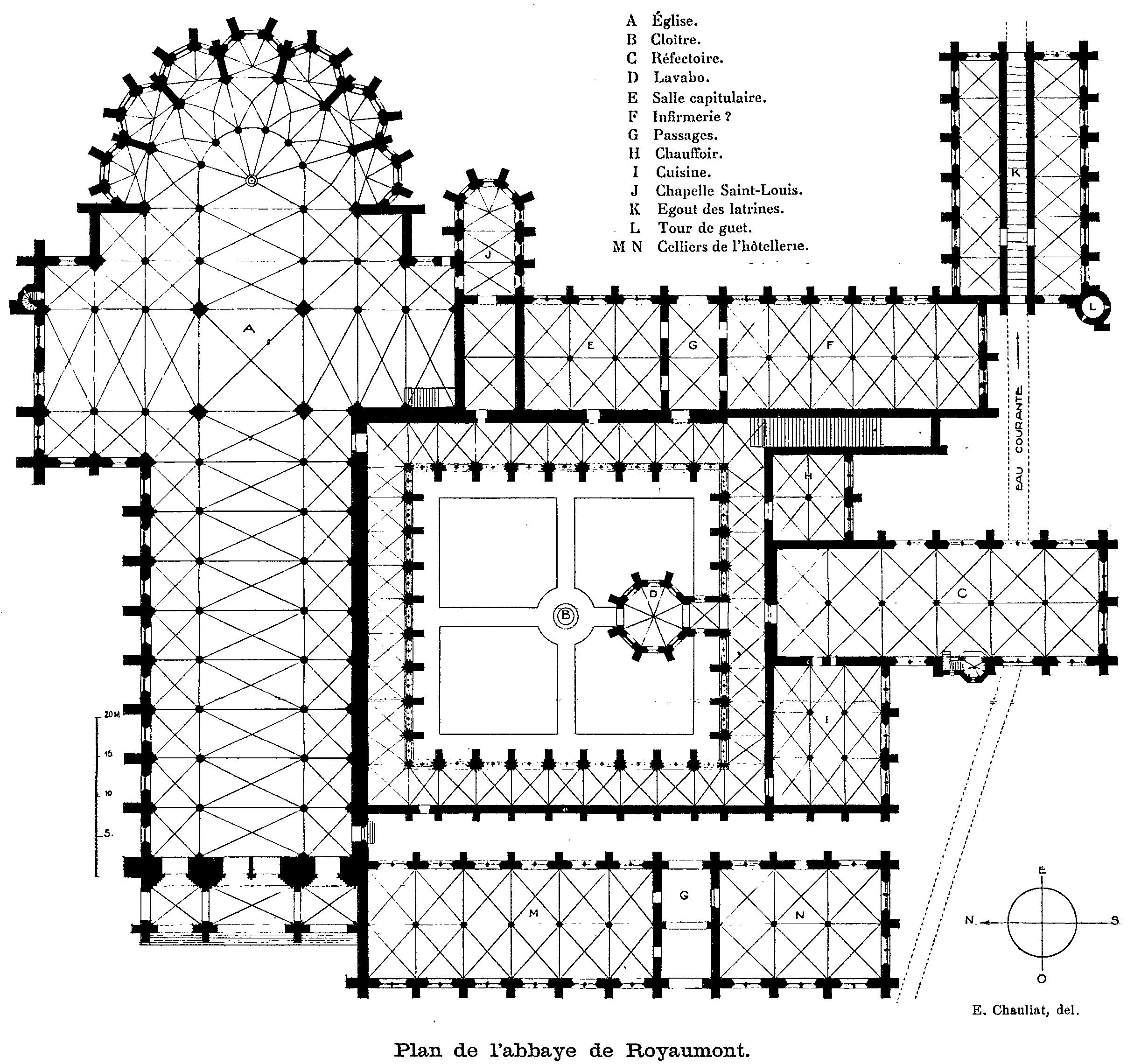
План абатства XVIII століття

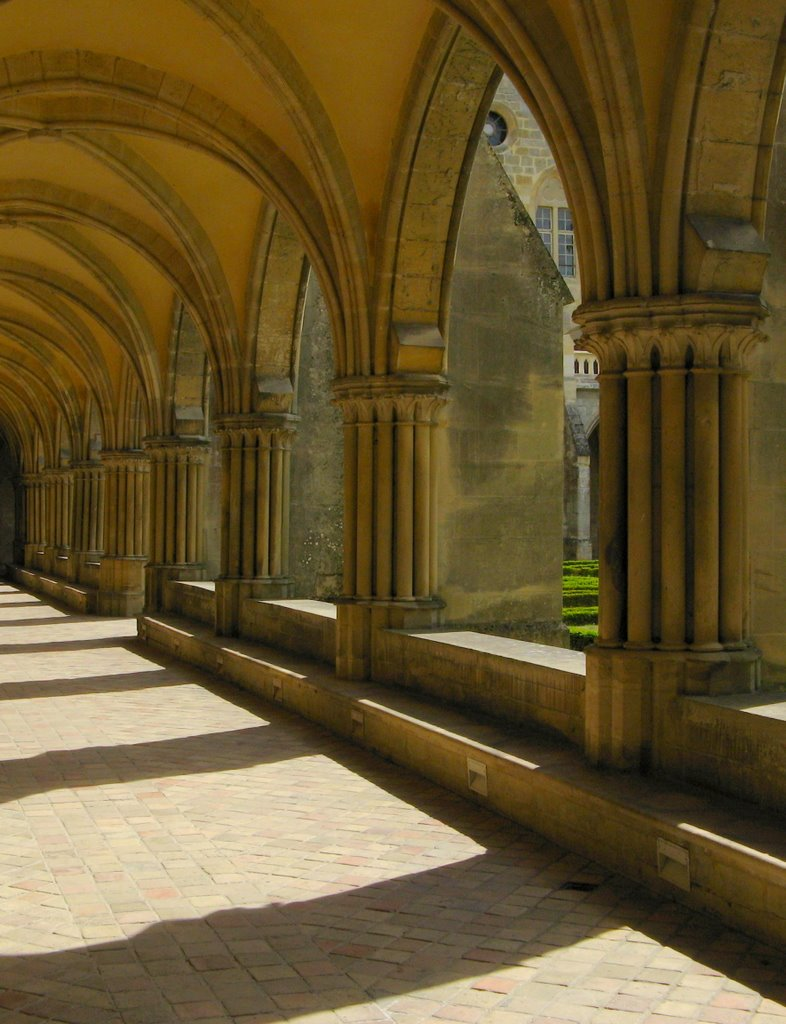
Галерея клуатра

Людовік Святий обрав абатство Руайомон як місце для упокоєння членів королівської родини, яким не судилося зійти на престол, відвівши Сен-Дені роль некрополя тільки для королів і королев. Ще до закінчення будівництва в Руайомоні був похований брат короля Філіп Дагобер. У Руайомоні поховані троє з чотирьох дітей Людовіка, які померли раніше за самого короля: Бланка (1240—1243), Жан (1247—1248) та Людовік (1244—1260), а також двоє онуків. У 1271 році тут поховали ще одного сина Людовіка IX, який загинув у Тунісі разом із батьком, Жана Трістана.
З волі короля у Руайомоні кілька років провів один із найбільших інтелектуалів Франції XIII століття Вінсент із Бове. У Руайомоні він читав лекції для широкого кола слухачів, зокрема іноді й для самого Людовіка, а також займався освітою ченців.
Пік розквіту абатства припав на 1270—1346 роки, чому також сприяла канонізація Людовіка IX у 1297 році. У тому ж році король Філіп Вродливий передав у власність монастиря Аньєр-сюр-Уаз і значні землі навколо нього, що перетворило Руайомон на одного з найбільших землевласників регіону.
Поступовий занепад абатства почався під час Столітньої війни, в Жакерію воно було розорене селянами. У XV столітті Руайомон, як і багато інших французьких цистерціанських монастирів постраждав від послаблення дисципліни та занепаду моралі. Останній незалежний абат Гільйом III на початку XVI століття досяг певного відновлення порядку, але це не врятувало Руайомон від потрапляння під режим коменди в 1549 році.
У 1791 році після Французької революції монастир було закрито та продано з аукціону. У колишньому монастирі розмістилася ткацька фабрика. Церкву, будівлю новіціату та кілька інших будівель було розібрано, їхнє каміння використовувалися при будівництві фабричних приміщень. Збереглися клуатр, сакристія, трапезна, резиденція абата, будинок конверзів, частково дорміторій.
У 1864 році фабрику закрили, в Руайомоні відновилося релігійне життя, він став обителлю ченців з конгрегації облатів (OMI). П'ятьма роками пізніше облати передали Руайомон жіночій конгрегації сестер Святого Сімейства.
Новий період у житті давнього монастиря розпочався 1905 року, коли його викупив багатий промисловець Жуль Гуен. Абатство належить сім'ї Гуенів до нині. У 1964 році Анрі та Ізабель Гуен заснували Fondation Royaumont, фундацію, яка стала першим у Франції приватним культурним фондом. Початковим завданням фонду було сприяти розвитку наук про людину, пізніше фонд більше уваги став приділяти підтримці культури. В абатстві проходили зйомки цілої низки фільмів.

## Сучасний стан
Руайомон — приватне володіння сім'ї Гуенів, в якому розташовані служби фонду Руайомон. Відвідування туристами монастиря платне, дозволене у складі груп у супроводі гіда. Абатство оточує мальовничий парк із системою каналів.
Відкриті для доступу клуатр, зал капітулів, сакристія, дорміторій та кухня.